# Eraskhahun
Eraskhahun ou Yeraskhanun (en arménien Երասխահուն ; jusqu'en 1950 Kuru Araz) est une communauté rurale du marz d'Armavir, en Arménie. Elle compte 2 123 habitants en 2009.

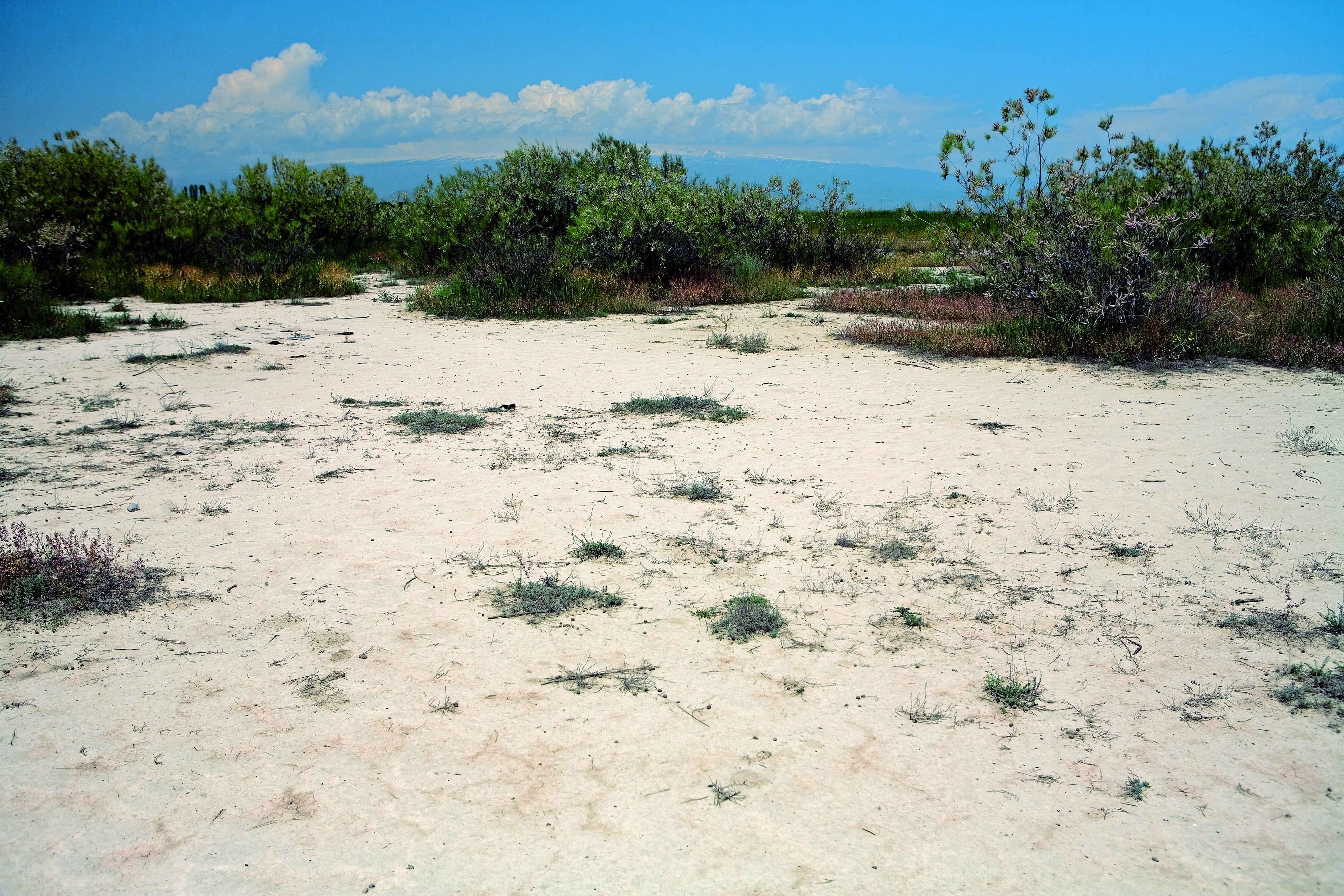
Désert de sel à Eraskhahun.